# Галичичи
Галичичи — исчезнувший летописный город XII-XV веков Подмосковья.

## Первое упоминание
Место расположения древнерусского города археологами трактуется как Гальчинское городище. В ходе раскопок обнаружено селище, посад и курганный могильник, датированные XII веком. Самое большое селище имеет площадь около 1 гектара, позже в XIV веке оно было укреплено земляным валом и рвом.
Впервые город Галичичи упоминается в 1339 году в завещании Ивана Калиты:

…А се дал есмь сыну своему Андрею Лопастну северьску, Наружниньское, Нивну, Темну, Галичичи, Щитов, Перемышль, Ростовец, Тухачев, а села Талежьское, Серпуховское, Колбасиньское, Нарьское, Перемышльское, Битяговское, Труфановськое, Ясиновьское, Коломенское, Ногатинское…
В 1370 году впервые упоминается «город Поротва»; считается, что Галичичи и Поротва — это один и тот же город.
Кандидат исторических наук археолог Борис Янишевский высказывает предположение, что Галичичи являлся центром волости Поротва, упомянутой в духовной грамоте Дмитрия Донского в 1389 году в составе можайских волостей.
Неизвестно, когда исчез летописный Галичичи, так же как и неизвестно доподлинно — является ли Гальчинское городище местонахождением этого легендарного города. Некоторые специалисты вовсе высказывают сомнение в существовании этого города. Малое количество сведений об этом поселении косвенно на это указывают.

## XIX век
На Военно-топографической карте 1860 года в районе городища растёт редкий лес, проходит дорога Бортенево — Гальчина и на берегу реки Протвы существует водяная мукомольная мельница (каменная), это единственное сооружение в окрестностях городища, других сооружений нет.

## Настоящее время
Гальчинское городище является памятником федерального значения. В настоящее время сохранились древние земляные валы и рвы крепости. Кладбище разорено чёрными копателями.